# Tritonaclia melania
Tritonaclia melania là một loài bướm đêm thuộc phân họ Arctiinae, họ Erebidae.